# I liga polska w hokeju na lodzie (1964/1965)
10. sezon I ligi polskiej w hokeju na lodzie rozegrany został na przełomie 1964 i 1965 roku. Był to 29. sezon rozgrywek o Mistrzostwo Polski w hokeju na lodzie. W rozgrywkach wzięło udział 8 zespołów. Nikt nie spadał z ligi wskutek powiększenia jej w następnym sezonie do 10 zespołów. Za zwycięstwo klub otrzymywał dwa punkty, a za remis jeden punkt. Po 28. kolejkach sezonu zasadniczego 4 najlepsze zespoły rozgrywały rundę finałową systemem mecz i rewanż każdy z każdym. Mistrzem Polski został zespół GKS-u Katowice. Był to 1. tytuł mistrzowski w historii klubu.

## Runda zasadnicza - tabela
| Lp. | Zespół            | M  | Pkt | W  | R | P  | G + | G - | +/- |
| --- | ----------------- | -- | --- | -- | - | -- | --- | --- | --- |
| 1   | GKS Katowice      | 28 | 43  | 20 | 3 | 5  | 140 | 73  |     |
| 2   | Legia Warszawa    | 28 | 42  | 20 | 2 | 6  | 147 | 91  |     |
| 3   | Polonia Bydgoszcz | 28 | 32  | 15 | 2 | 11 | 135 | 124 |     |
| 4   | Baildon Katowice  | 28 | 30  | 13 | 4 | 11 | 106 | 106 |     |
| 5   | Podhale Nowy Targ | 28 | 26  | 11 | 4 | 13 | 110 | 106 |     |
| 6   | ŁKS Łódź          | 28 | 21  | 9  | 3 | 16 | 95  | 132 |     |
| 7   | Górnik Murcki     | 28 | 16  | 6  | 4 | 18 | 87  | 140 |     |
| 8   | Naprzód Janów     | 28 | 14  | 6  | 2 | 20 | 89  | 138 |     |

## Runda finałowa - tabela
| Lp. | Zespół            | M | Pkt | W | R | P | G + | G - | +/- |
| --- | ----------------- | - | --- | - | - | - | --- | --- | --- |
| 1   | GKS Katowice      | 6 | 10  | 4 | 2 | 0 | 28  | 15  | +13 |
| 2   | Legia Warszawa    | 6 | 9   | 3 | 3 | 0 | 29  | 12  | +17 |
| 3   | Polonia Bydgoszcz | 6 | 3   | 1 | 1 | 4 | 17  | 20  | -3  |
| 4   | Baildon Katowice  | 6 | 2   | 1 | 0 | 5 | 14  | 41  | -27 |

      = Mistrz Polski

## Skład triumfatorów
GKS Katowice - Wacław, Hampel, Sitko, Hartman, Dziadkiewicz, Przyklenk, Kretek, K.Fonfara, A.Fonfara, Konieczny, Wilczek, Małysiak, Filar, A.Wróbel, Przewoźnik.